# Glas Sprinz

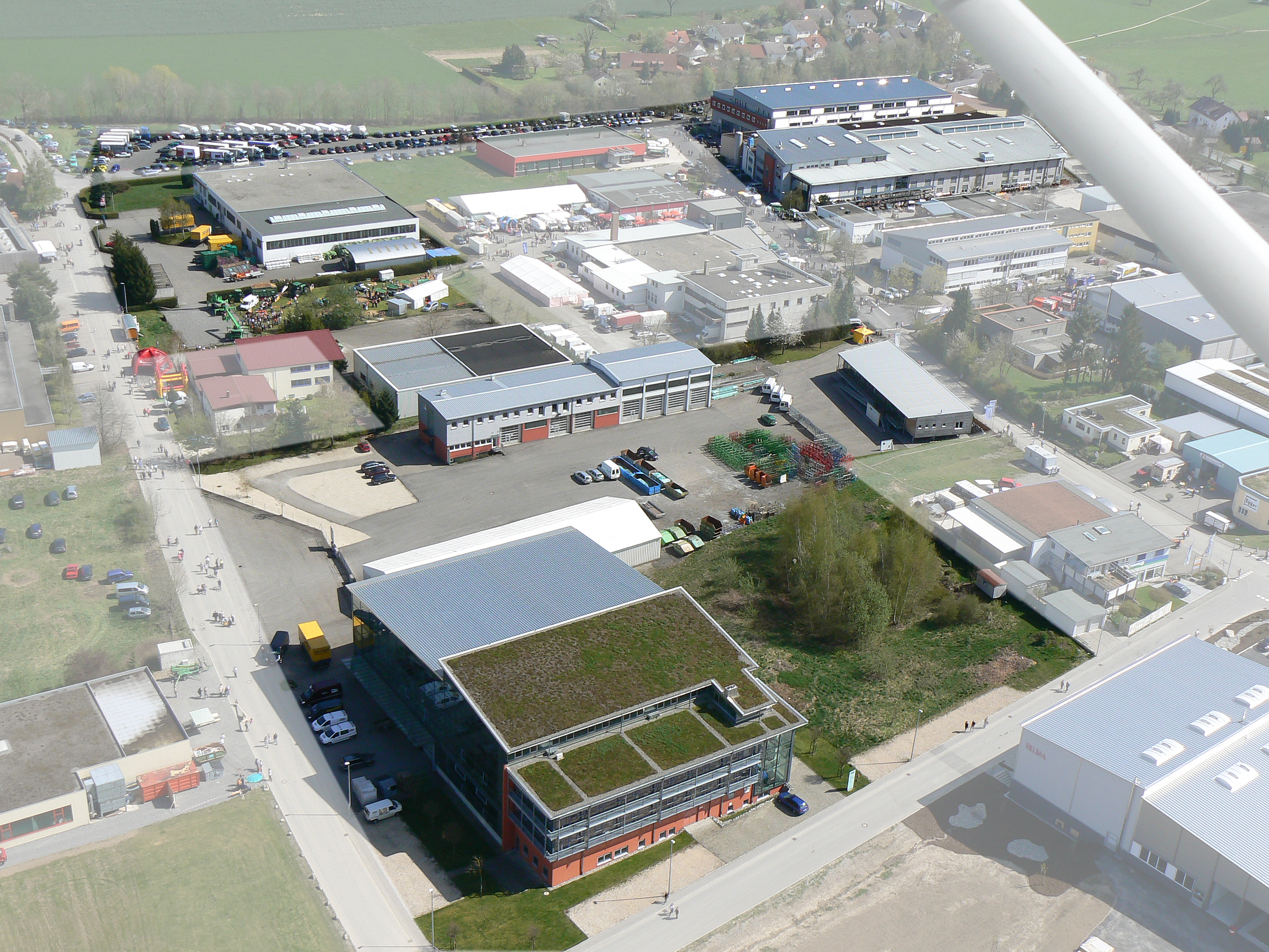
Das Firmengrundstück in Gullen, Grünkraut

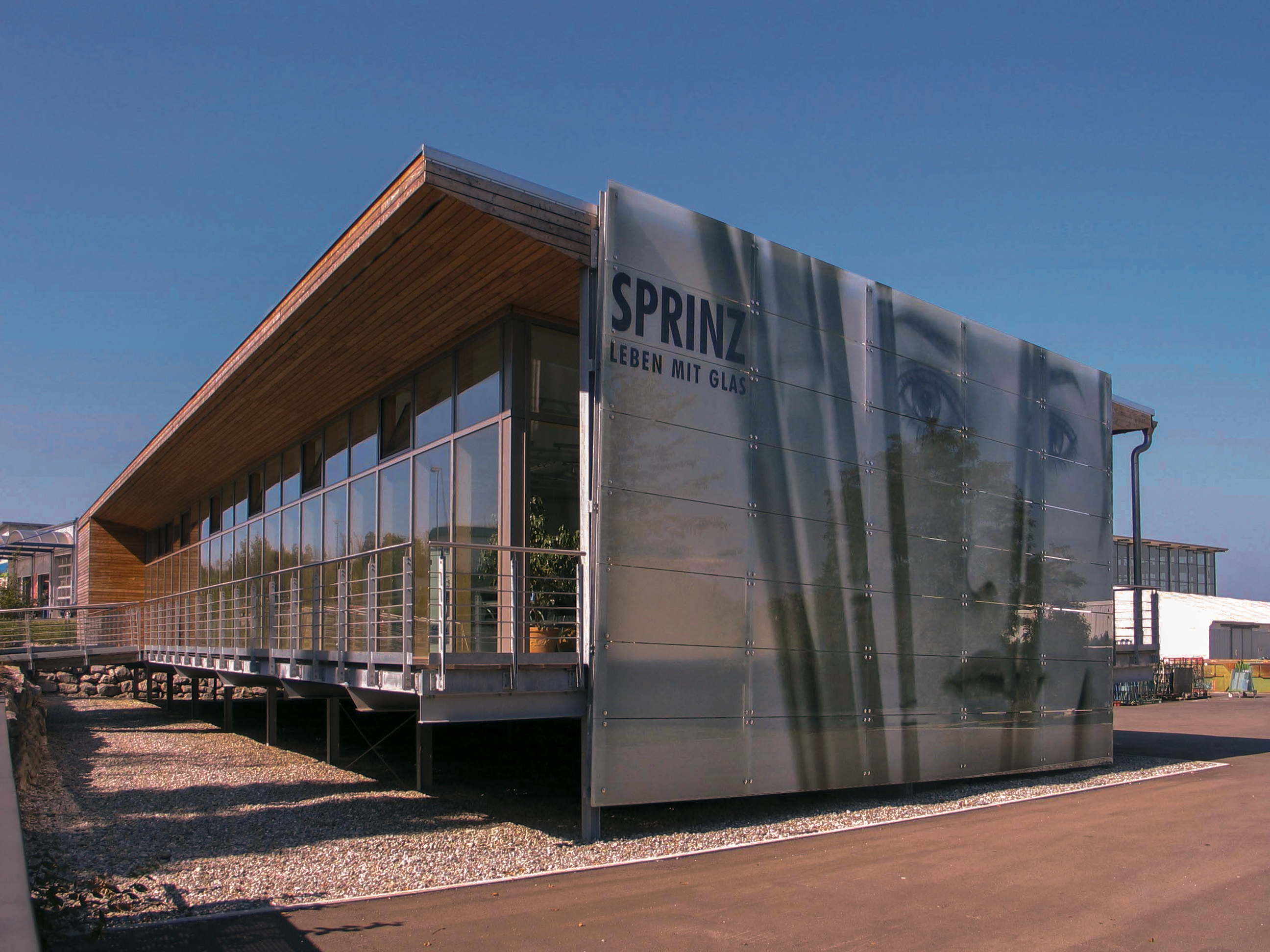
Ausstellung in Gullen, Grünkraut

Das Unternehmen Joh. Sprinz GmbH & Co. KG wurde im Jahr 1886 in der Innenstadt von Ravensburg gegründet und hat heute seinen Sitz bei Grünkraut, Landkreis Ravensburg. Das Unternehmen verarbeitet Rohglas zu hochwertigen Spezialglasprodukten und ist einer der führenden Glasverarbeiter in Deutschland.

## Unternehmensgeschichte
Gegründet von dem Glasmeister Johann Sprinz, war das Unternehmen einst ein Kolonialhändler und etablierte sich über den Glasgroßhandel zu einem Komplettanbieter rund um Glas.
Der erste Sitz des Unternehmens war auf dem Ravensburger Marienplatz. 1960 erwarb die Firma ein Grundstück in der Goethestraße, an welchem es über 40 Jahre seinen Sitz hatte. Schließlich wechselte die Firma in 2005 zu dem heutigen Standort Gullen-Grünkraut. 2008 beteiligte sich das Unternehmen an der Glashütte Euroglas bei Magdeburg und feierte 2016 sein 130-jähriges Firmenjubiläum. Heute wird das mittelständische und inhabergeführte Familienunternehmen in der vierten Generation geführt.

## Produkte
Mit dem ersten LKW lieferte das Unternehmen bereits im Jahre 1948 täglich 1,5 Tonnen Glas aus. Heute werden ca. 110 Tonnen Rohglas zu Duschabtrennungen, Spiegel- und Küchenschränken, Badmöbeln, Küchenarbeitsplatten und -rückwänden, Trennwandsystem, Glastüren, Treppen, Brüstungsverglasungen, Außenfassaden oder anderen hochwertigen Spezialglasprodukten für den Innen- und Außenbereich verarbeitet. Einscheibensicherheitsglas, Verbundsicherheitsglas sowie Isolierglas wird in den hauseigenen Produktionswerken gefertigt und anschließend mit Motiven, Dekoren oder wasserabweisenden sowie rutschhemmenden Oberflächen veredelt. In den Bereichen der Glasbedruckung und -oberflächenveredelung gehört das Unternehmen zu den technologisch führenden Marktanbietern in Deutschland.
Die Produkte lassen sich nach Maß anfertigen und sind vom Rohstoff bis zum Endprodukt „Made in Germany“.